# Баранов, Иван Егорович
Ива́н Его́рович Бара́нов (15 марта 1920 года — 21 апреля 1945 года) — советский офицер, участник Великой Отечественной войны, командир 135-й отдельной разведывательной роты 143-й стрелковой дивизии 47-й армии 1-го Белорусского фронта, Герой Советского Союза (1945), старший лейтенант.

## Биография
Родился 15 марта 1920 года в селе Рябчи, ныне Дубровского района Брянской области. Русский. В 1938 году окончил 8 классов школы в посёлке Дубровка. Работал помощником бухгалтера Дубровской плодоовощной конторы.
В Красной армии с марта 1940 года. В августе 1941 года окончил Орджоникидзеградское автомотоциклетное училище (г. Брянск). Назначен командиром автовзвода в формирующуюся в Ставрополе 343-ю стрелковую дивизию.
Участник Великой Отечественной войны с декабря 1941 года в должности командира автовзвода 343-й стрелковой дивизии (Юго-Западный фронт). Участвовал в Ростовской оборонительной, Ростовской и Барвенково-Лозовской наступательных операциях, а также в Харьковской операции 1942 года. 16 мая 1942 года был контужен в районе станции Барвенково (Харьковская область, Украина) и до августа 1942 года находился на излечении в госпитале в городе Тбилиси (Грузия).
В августе 1942 — июне 1943 — помощник командира по технической части, заместитель командира и командир бронетанковой роты отдельного батальона охраны Полевого управления Закавказского фронта. Участвовал в битве за Кавказ.
В августе 1943 года окончил курсы усовершенствования (город Рязань).
В августе 1943 — феврале 1944 — начальник автоколонны 1-го отдельного специального автомобильного отряда при Главном автомобильном управлении Красной Армии. Осуществлял перегонку автомобилей, поставляемых по ленд-лизу через Ирак и Иран. В феврале-мае 1944 — помощник заместителя командующего Главного автомобильного управления Красной Армии по транспортировке импортных машин.
С мая 1944 года вновь на фронте в должности автомобильного техника отдельной зенитной пулемётной роты 143-й стрелковой дивизии (1-й Белорусский фронт). В октябре-ноябре 1944 — командир взвода батареи 45-мм пушек 800-го стрелкового полка. С ноября 1944 года — командир взвода, командир 135-й отдельной разведывательной роты 143-й стрелковой дивизии. Участвовал в освобождении Белоруссии и Польши.
С мая 1944 года по своей инициативе ходил в разведку. За период с 20 сентября по 5 ноября 1944 года участвовал в захвате 4 вражеских «языков». В ночь на 1 января 1945 года в районе селения Фольварк (Польша) группа под его командованием захватила ординарца командира роты. 4 января 1945 года взял пленного, сообщившего важные сведения, ценные для подготовки Варшавско-Познанской операции, начавшейся 14 января 1945 года. За время войны был три раза ранен и один раз контужен.
За мужество и героизм, проявленные в боях, Указом Президиума Верховного Совета СССР от 27 февраля 1945 года старшему лейтенанту Баранову Ивану Егоровичу присвоено звание Героя Советского Союза с вручением ордена Ленина и медали «Золотая Звезда» (№ 5227).
Участвовал в Восточно-Померанской и Берлинской наступательных операциях. Умер от ран 21 апреля (по некоторым сведениям — 22 апреля) 1945 года (по имеющимся источникам точное место смерти не установлено; похоронен в Бернау.

## Награды
- Медаль «Золотая Звезда» Героя Советского Союза (№ 5227; 27.02.1945)
- Орден Ленина (27.02.1945)
- Два ордена Красного Знамени (4.10.1944, 7.01.1945)
- Орден Александра Невского (16.11.1944)
- Орден Отечественной войны I степени (17.09.1944)
- Орден Отечественной войны II степени (30.10.1944)
- Орден Красной Звезды (3.09.1944)
- Медали